# Ренди Савидж
Рандал Марио Пофо (15 ноември 1952 – 20 май 2011),, по-добре познат под сценичното си име на ринга „Мачо Мен“ Ренди Савидж, е бивш американски професионален кечист и коментатор.
Най-добре е познат с работата си в World Wrestling Federation (WWF) и World Championship Wrestling (WCW). Той се счита за един от най-великите кечисти в историята.
Савидж спечели 29 титли по време на 32-годишната си кариера. Той е бил шесткратен световен шампион между WWF и WCW, печелил Световната титла в тежка категория на WWF два пъти и Световната титла в тежка категория на WCW четири пъти. Той също е спечелил Световната титла в тежка категория на ICW три пъти и Обединената световна титла в тежка категория на USWA веднъж. Еднократен Интерконтинентален шампион в тежка категория на WWF, Савидж беше споменат от WWE (преди WWF) като най-великия шампион на всички времена и затвърждавайки „по-високо ниво на доверие към титлата през своите невероятни изпълнения на ринга.“ Савидж е бил Краля на ринга за 1987 и победител в WCW "Третата световна война" през 1995. Главна pay-per-view атракция през 80-те и 90-те, той е бил в главните мачове на КечМания 4, 5 и 8, както и първите пет шоута Лятно тръшване, изданието през 1995 на Звездното шоу на WCW, и много други събития. В разгара на своята популярност, Савидж е притежавал равни сили с тези на Хълк Хоуган.
В повечето от участията си в WWF и WCW, Савидж е бил придружаван от съпругата си в реалния живот „Г-ца Елизабет“ Хюлет. Той е разпознаваем от феновете с характерния си дълбок и дрезгав глас, облеклото му на ринга, интензивно показвано на и извън ринга, използвайки „Pomp and Circumstance“, като неговата музика за излизане на ринга, и ключовата му фраза, „Ооо, да!“.
Савидж загива от внезапен сърдечен удар, докато шофира заедно със своята втора съпруга Барбара Лин Пейн, като загубва контрол над автомобила, след което се удрят в дърво, в Семинол, Флорида на сутринта на 20 май 2011. На 18 март 2015 той е въведен като починал член на Залата на славата на WWE.

## В кеча
- Финални ходове
  - Diving elbow drop, с постановки
- Ключови ходове
  - Редуването на крушета в корема и главата на опонента[12][13][14][15]
  - Atomic drop[16][13]
  - Back elbow
  - Chokehold[14]
  - Diving crossbody[15]
  - Diving double axe handle,[1] понякога извън ринга[1]
  - Gutwrench suplex
  - Hair-pull hangman[1]
  - High knee в гърба на опонента[15]
  - Jumping knee drop[1]
  - Lariat takedown[1]
  - Multiple elbow smashes[15]
  - Piledriver[12][13][15]
  - Scoop slam[15]
  - Приспивателното
  - Snake Eyes[12][13][14]
  - Snapmare[15]
  - Вертикален суплекс[15]
- Прякори
  - „Мачо Мен“[2]
  - „Крал Мачо“[2]
- Мениджъри
  - Анджело Пофо
  - Стив Купър
  - Изи Слапавиц
  - Тукс Нюман
  - Г-ца Елизабет[16]
  - Джими Харт[17]
  - Сензационната Шери/Кралица Шери
  - Горджъс Джордж
  - Отбор Лудост (Горджъс Джордж, Мадуса, Г-ца Лудост)
- Входни песни
  - „Fame“[2] на Irene Cara (International Championship Wrestling)
  - „State Of Shock“[2] на The Jacksons с участието на Мик Джагър (Continental Wrestling Association)
  - „Pomp and Circumstance Marches“ на Сър Едуард Елгар (WWF)
  - „Pomp and Circumstance Marches“ на Jimmy Hart и Howard Helm (WCW)
  - „Rockhouse“ на Frank Shelley[18] (WCW; използвана като част на Нов Световен Ред)
  - „Kevin Nash/Wolfpac Theme“ на Jimmy Hart и Howard Helm с участието на C-Murder[19] (WCW; използван като част от нСр Ууфпак)
  - „What Up Mach“ на Jimmy Hart and Howard Helm[19] (WCW)
  - „Pomp and Circumstance Marches“ на Dale Oliver (TNA)

## Шампионски титли и отличия
- NWA Mid-America/Continental Wrestling Association
  - Южняшки шампион в тежка категория на AWA (2 пъти)[20]
  - Интернационален шампион в тежка категория на CWA (1 път)[21]
  - Средно-американски шампион в тежка категория на NWA (3 пъти)[22]
- Grand Prix Wrestling
  - Интернационален шампион в тежка категория на GPW (2 пъти)[23]
- Gulf Coast Championship Wrestling
  - Отборен на Бреговия залив на NWA (1 път) – с Лани Пофо[24]
- International Championship Wrestling
  - Световен шампиона в тежка категория на ICW (3 пъти)[25]
- Pro Wrestling Illustrated
  - Завръщане на годината (1995)
  - Вражда на годината (1997) срещу Даймънд Далас Пейдж
  - Мач на годината (1987) срещу Рики Стиймбоут на КечМания 3
  - Най-мразен кечист на годината (1989)
  - Най-популярен кечист на годината (1988)
  - Кечист на годината (1988)
  - Награда Стенли Уестън (2011)[26]
  - Класиран като #2 от топ 500 индивидуални кечисти в PWI 500 през 1992[27]
  - Класиран като #9 от топ 500 индивидуални кечисти в „PWI Years“ през 2003[28]
  - Класиран като #57 от топ 100 отбора в „PWI Years“ в Хълк Хоуган през2003[29]
- Залата на славата на професионалания кеч
  - Клас 2009[3]
- United States Wrestling Association
  - Обединен световен шампион в тежка категория на USWA (1 път)[30]
- World Championship Wrestling
  - Световен шампион в тежка категория на WCW (4 пъти)[31][32][33][34]
  - Трета световна война (1995)[2]
- World Wrestling Council
  - Северно американски шампион в тежка категория на WWC (1 път)[35]
- World Wrestling Federation/WWE
  - Шампион на WWF (2 пъти)[36][37]
  - Интерконтинентален шампион на WWF (1 път)[38]
  - Крал на ринга (1987)[39]
  - Залата на славата на WWE (Клас 2015)
- Wrestling Observer Newsletter
  - Мач на годината (1987) срещу Рики Стиймбоут на КечМания 3
  - Най-доказан (1992)[40]
  - Най-лошия мач на годината (1996) с Хълк Хоуган срещу Арн Андерсън, Минг, Варварина, Рик Светкавицата, Лекс Лугър, Кевин Съливан, Зи Генгста и Върховното Решение в Мач Сградите на гибелта на Нецензурно
  - Залата на славата на Wrestling Observer Newsletter (Клас 1996)